# Bahnstrecke Königsberg–Angerburg
| Kursbuchstrecke: | DR: 118d (1934) 118e (1940) 137a (1944) |                                                             |                                                             |
| Streckenlänge: | 116,3 km                                |                                                             |                                                             |
| Spurweite: | 1435 mm (Normalspur)                    |                                                             |                                                             |
| |                                         |                                                             |                                                             |
| \| \| \| von Berlin–Marienburg (Malbork)–Heiligenbeil (Mamonowo) \| \| \| \| 0,0 \| Königsberg (Pr.) Hbf. (Kaliningrad-Passaschirski) \| Königsberg (Pr.) Hbf. (Kaliningrad-Passaschirski) \| \| \| 5,5 \| Seligenfeld (Aiwasowskaja) \| Seligenfeld (Aiwasowskaja) \| \| \| 9,6 \| Gutenfeld (Lugowoje Nowoje) \| Gutenfeld (Lugowoje Nowoje) \| \| \| 18,7 \| Löwenhagen (Komsomolsk-Sapadny) \| Löwenhagen (Komsomolsk-Sapadny) \| \| \| \| nach Eydtkuhnen/Eydtkau (Tschernyschewskoje)–Litauen \| \| \| \| 23,5 \| Fuchsberg (Semjonowo) \| Fuchsberg (Semjonowo) \| \| \| 29,5 \| Uderwangen (Tschechowo) \| Uderwangen (Tschechowo) \| \| \| 35,3 \| Neu Waldeck (Kaschtanowo) \| Neu Waldeck (Kaschtanowo) \| \| \| 42,9 \| Domnau (Domnowo) \| Domnau (Domnowo) \| \| \| 47,9 \| Georgenau (Roschtschino) \| Georgenau (Roschtschino) \| \| \| \| von Bartenstein (Bartoczyce)–Heilsberg (Lidzbark Warmiński) \| \| \| \| 51,8 \| Bothkeim-Postehnen (Tschistopolje) \| Bothkeim-Postehnen (Tschistopolje) \| \| \| \| Kleinbahn von Tapiau (Gwardeisk) \| \| \| \| 53,4 \| Friedland (Ostpr.) (Prawdinsk) \| Friedland (Ostpr.) (Prawdinsk) \| \| \| \| nach Wehlau (Snamensk) \| \| \| \| 57,2 \| Allenau (Poretschje) \| Allenau (Poretschje) \| \| \| 61,5 \| Böttchersdorf (Sewskoje) \| Böttchersdorf (Sewskoje) \| \| \| 66,7 \| Schakenhof (Trostniki) \| Schakenhof (Trostniki) \| \| \| 73,1 \| Spierau (Bestuschewo) \| Spierau (Bestuschewo) \| \| \| \| von Allenstein (Olsztyn)–Thorn (Toruń) \| \| \| \| \| Kleinbahn von Barten (Barciany) \| \| \| \| 79,5 \| Gerdauen (Schelesnodoroschny) \| Gerdauen (Schelesnodoroschny) \| \| \| \| nach Insterburg (Tschernjachowsk) \| \| \| \| 87,0 \| Wandlacken (Swerewo) \| Wandlacken (Swerewo) \| \| \| 90,8 \| Pröck (Kotschkino) \| Pröck (Kotschkino) \| \| \| \| Kleinbahn von Barten (Barciany) \| \| \| \| 97,0 \| Nordenburg (Kr. Gerdauen) (Krylowo) \| Nordenburg (Kr. Gerdauen) (Krylowo) \| \| \| \| Kleinbahn nach Warnascheln/Warnheide \| \| \| \| \| heutige russisch-polnische Staatsgrenze \| \| \| \| 102,6 \| Reuschenfeld (Ruskie Pole/Rudziszki) \| Reuschenfeld (Ruskie Pole/Rudziszki) \| \| \| 106,0 \| Perlswalde (Perły) \| Perlswalde (Perły) \| \| \| \| von und nach Gumbinnen (Gussew) \| \| \| \| 112,3 \| Prinowen/Primsdorf (Prynowo) \| Prinowen/Primsdorf (Prynowo) \| \| \| \| von Rastenburg (Kętrzyn) \| \| \| \| 116,3 \| Angerburg (Węgorzewo) \| Angerburg (Węgorzewo) \| \| \| \| nach Lötzen (Giżycko) \| \| \| \| \| nach Goldap (Gołdap) \| \| |                                         |                                                             |                                                             |
| Strecke |                                         | von Berlin–Marienburg (Malbork)–Heiligenbeil (Mamonowo)     | von Berlin–Marienburg (Malbork)–Heiligenbeil (Mamonowo)     |
| Bahnhof | 0,0                                     | Königsberg (Pr.) Hbf. (Kaliningrad-Passaschirski)           | Königsberg (Pr.) Hbf. (Kaliningrad-Passaschirski)           |
| Haltepunkt / Haltestelle | 5,5                                     | Seligenfeld (Aiwasowskaja)                                  | Seligenfeld (Aiwasowskaja)                                  |
| Haltepunkt / Haltestelle | 9,6                                     | Gutenfeld (Lugowoje Nowoje)                                 | Gutenfeld (Lugowoje Nowoje)                                 |
| Bahnhof | 18,7                                    | Löwenhagen (Komsomolsk-Sapadny)                             | Löwenhagen (Komsomolsk-Sapadny)                             |
| Abzweig ehemals geradeaus und nach links |                                         | nach Eydtkuhnen/Eydtkau (Tschernyschewskoje)–Litauen        | nach Eydtkuhnen/Eydtkau (Tschernyschewskoje)–Litauen        |
| Bahnhof (Strecke außer Betrieb) | 23,5                                    | Fuchsberg (Semjonowo)                                       | Fuchsberg (Semjonowo)                                       |
| Bahnhof (Strecke außer Betrieb) | 29,5                                    | Uderwangen (Tschechowo)                                     | Uderwangen (Tschechowo)                                     |
| Bahnhof (Strecke außer Betrieb) | 35,3                                    | Neu Waldeck (Kaschtanowo)                                   | Neu Waldeck (Kaschtanowo)                                   |
| Bahnhof (Strecke außer Betrieb) | 42,9                                    | Domnau (Domnowo)                                            | Domnau (Domnowo)                                            |
| Haltepunkt / Haltestelle (Strecke außer Betrieb) | 47,9                                    | Georgenau (Roschtschino)                                    | Georgenau (Roschtschino)                                    |
| Abzweig geradeaus und von rechts (Strecke außer Betrieb) |                                         | von Bartenstein (Bartoczyce)–Heilsberg (Lidzbark Warmiński) | von Bartenstein (Bartoczyce)–Heilsberg (Lidzbark Warmiński) |
| Bahnhof (Strecke außer Betrieb) | 51,8                                    | Bothkeim-Postehnen (Tschistopolje)                          | Bothkeim-Postehnen (Tschistopolje)                          |
| Abzweig geradeaus und von links (Strecke außer Betrieb) |                                         | Kleinbahn von Tapiau (Gwardeisk)                            | Kleinbahn von Tapiau (Gwardeisk)                            |
| Bahnhof (Strecke außer Betrieb) | 53,4                                    | Friedland (Ostpr.) (Prawdinsk)                              | Friedland (Ostpr.) (Prawdinsk)                              |
| Abzweig geradeaus und nach links (Strecke außer Betrieb) |                                         | nach Wehlau (Snamensk)                                      | nach Wehlau (Snamensk)                                      |
| Haltepunkt / Haltestelle (Strecke außer Betrieb) | 57,2                                    | Allenau (Poretschje)                                        | Allenau (Poretschje)                                        |
| Bahnhof (Strecke außer Betrieb) | 61,5                                    | Böttchersdorf (Sewskoje)                                    | Böttchersdorf (Sewskoje)                                    |
| Bahnhof (Strecke außer Betrieb) | 66,7                                    | Schakenhof (Trostniki)                                      | Schakenhof (Trostniki)                                      |
| Bahnhof (Strecke außer Betrieb) | 73,1                                    | Spierau (Bestuschewo)                                       | Spierau (Bestuschewo)                                       |
| Abzweig ehemals geradeaus und von rechts |                                         | von Allenstein (Olsztyn)–Thorn (Toruń)                      | von Allenstein (Olsztyn)–Thorn (Toruń)                      |
| Abzweig geradeaus und ehemals von rechts |                                         | Kleinbahn von Barten (Barciany)                             | Kleinbahn von Barten (Barciany)                             |
| Dienststation / Betriebs- oder Güterbahnhof | 79,5                                    | Gerdauen (Schelesnodoroschny)                               | Gerdauen (Schelesnodoroschny)                               |
| Abzweig ehemals geradeaus und nach links |                                         | nach Insterburg (Tschernjachowsk)                           | nach Insterburg (Tschernjachowsk)                           |
| Bahnhof (Strecke außer Betrieb) | 87,0                                    | Wandlacken (Swerewo)                                        | Wandlacken (Swerewo)                                        |
| Bahnhof (Strecke außer Betrieb) | 90,8                                    | Pröck (Kotschkino)                                          | Pröck (Kotschkino)                                          |
| Abzweig geradeaus und von rechts (Strecke außer Betrieb) |                                         | Kleinbahn von Barten (Barciany)                             | Kleinbahn von Barten (Barciany)                             |
| Bahnhof (Strecke außer Betrieb) | 97,0                                    | Nordenburg (Kr. Gerdauen) (Krylowo)                         | Nordenburg (Kr. Gerdauen) (Krylowo)                         |
| Abzweig geradeaus und nach links (Strecke außer Betrieb) |                                         | Kleinbahn nach Warnascheln/Warnheide                        | Kleinbahn nach Warnascheln/Warnheide                        |
| Grenze (Strecke außer Betrieb) |                                         | heutige russisch-polnische Staatsgrenze                     | heutige russisch-polnische Staatsgrenze                     |
| Bahnhof (Strecke außer Betrieb) | 102,6                                   | Reuschenfeld (Ruskie Pole/Rudziszki)                        | Reuschenfeld (Ruskie Pole/Rudziszki)                        |
| Bahnhof (Strecke außer Betrieb) | 106,0                                   | Perlswalde (Perły)                                          | Perlswalde (Perły)                                          |
| Abzweig geradeaus, nach links und von links (Strecke außer Betrieb) |                                         | von und nach Gumbinnen (Gussew)                             | von und nach Gumbinnen (Gussew)                             |
| Bahnhof (Strecke außer Betrieb) | 112,3                                   | Prinowen/Primsdorf (Prynowo)                                | Prinowen/Primsdorf (Prynowo)                                |
| Abzweig geradeaus und von rechts (Strecke außer Betrieb) |                                         | von Rastenburg (Kętrzyn)                                    | von Rastenburg (Kętrzyn)                                    |
| Bahnhof (Strecke außer Betrieb) | 116,3                                   | Angerburg (Węgorzewo)                                       | Angerburg (Węgorzewo)                                       |
| Abzweig geradeaus und nach rechts (Strecke außer Betrieb) |                                         | nach Lötzen (Giżycko)                                       | nach Lötzen (Giżycko)                                       |
| Strecke (außer Betrieb) |                                         | nach Goldap (Gołdap)                                        | nach Goldap (Gołdap)                                        |

Die Bahnstrecke Königsberg (Pr.)–Angerburg war eine Bahnstrecke in der Provinz Ostpreußen.

## Geschichte
Die Bahnstrecke von Königsberg nach Angerburg stellte eine Verbindung der Städte Angerburg (polnisch Węgorzewo), Gerdauen (russisch Schelesnodoroschny) und Friedland (russisch Prawdinsk) an die Preußische Ostbahn und die Metropole Königsberg her. Sie verlief von Königsberg aus zunächst 18,7 Kilometer bis Löwenhagen (Komsomolsk) auf der Trasse der Preußischen Ostbahn, danach in südöstlicher Richtung bis zur Kreisstadt Angerburg. Auf den letzten vier Kilometern wurde die Trasse von der Bahnstrecke Goldap–Angerburg mitbenutzt.
Die Bahnstrecke durchzog fünf Kreise in der Provinz Ostpreußen: die Landkreise Königsberg und Bartenstein (bis 1927: Kreis Friedland) sowie die Kreise Preußisch Eylau, Gerdauen und Angerburg.
Die Bahnstrecke entstand in den letzten Jahren des 19. Jahrhunderts, ihre letzten Streckenabschnitte wurden am 1. Juli 1898 (Gerdauen–Nordenburg) und 1. September 1898 (Nordenburg–Angerburg) dem Verkehr übergeben. Die Gesamtlänge betrug 116,3 Kilometer und war in der Normalspur (Spurweite 1435 mm) ausgelegt. Sie unterstand bis 1945 der Reichsbahndirektion Königsberg. Bis zu diesem Zeitpunkt verkehrten täglich vier Züge zwischen Königsberg und Angerburg sowie ein Zusatzzug morgens zwischen Gerdauen und Angerburg. Außerdem fuhr hier ein Zug mit Halt nur in Löwenhagen, Friedland und Gerdauen bis nach Angerburg. In der Gegenrichtung befuhren täglich fünf Züge die Gesamtstrecke, ergänzt um einen Zusatzzug mittags zwischen Friedland und Königsberg.
Im Kriegsgeschehen 1944/1945 erlitten die Bahnanlagen schwere Schäden. Nach 1945 wurde der Bahnverkehr auf russischer und auf polnischer Seite nicht mehr aufgenommen. Die Anlagen wurden größtenteils demontiert.